# Чиризано, Дарио
Да́рио Чириза́но (род. 12 июня 2001, Кротоне, Калабрия) — российский фигурист, выступающий в танцах на льду с Елизаветой Пасечник. Являются серебряными призёрами финала Гран-при (Кубка) России (2025), победителями чемпионата Москвы (2024), призёрами этапов Гран-при (Кубка) России.
До 2023 года выступал с Ириной Хаврониной, с которой они стали победителями в танцах на льду на зимних юношеских Олимпийских Играх (2020) в Лозанне, а также победителями первенства России среди юниоров (2022) и победителями юниорских этапов Гран-при в Польше (2021) и России (2021).

## Биография
Дарио Чиризано родился 12 июня 2001 года в Италии, его мать — русская, отец — итальянец, также есть старшая сестра Валерия. В 2006 году после развода родителей переехал с мамой в Санкт-Петербург, где в возрасте 5 лет начал заниматься фигурным катанием в спорткомплексе «Юбилейный».
В 2015 году переехал в Москву. Начал участвовать в соревнованиях по танцам на льду в сезоне 2016/17, выступая в паре с Мариной Тихоновой. Их партнерство продлилось два сезона.
В 2018 году Чиризано встал в пару с Ириной Хаврониной. Вместе они заняли 11 место на Чемпионате России по фигурному катанию среди юниоров в 2019 году.
В январе 2020 года пара приняла участие в юношеских Олимпийских играх в Лозанне. Спортсмены заняли 1 место, набрав по сумме двух программ 164,63 балла.
В феврале 2021 года заняли 3 место на первенстве России среди юниоров с результатом 181,60 балла.

### Сезон 2021—2022
В том же году дуэт Хавронина/Чиризано дебютировал на этапах Гран-при среди юниоров. В сентябре спортсмены выиграли этап в Красноярске с результатом 167,31 балл; в октябре выиграли этап в Гданьске, улучшив свой личный рекорд в произвольном танце и набрав 168,96 балла по сумме.
В январе 2022 года стали победителями первенства России среди юниоров в Саранске, обыграв Василису Кагановскую и Валерия Ангелопола на 0,71 балла.

### Сезон 2022—2023
Осенью 2022 года Хавронина и Чиризано дебютировали на взрослом уровне, выступив на контрольных прокатах сборной России. Спортсмены приняли участие в этапах Гран-при (Кубка) России в Сочи, где заняли 2 место, и в Москве, где выиграли бронзу.
В декабре 2022 года на чемпионате России 2023 после ритм-танца занимали 5 место, однако снялись с произвольного танца. В январе 2023 года стало известно, что пара распалась.

### Сезон 2023—2024
В России найти партнершу не получилось, и Чиризано начал тренировки с чешской фигуристкой Денизой Цимловой в группе Барбары Фузар-Поли в Милане (Италия). Также фигуристы проходили стажировку в Монреальской Академии танцев на льду в Канаде, но переход Чиризано под флаг Чехии не состоялся.
В октябре 2023 года Дарио Чиризано встал в пару с Елизаветой Пасечник. Тренироваться спортсмены начали в Москве группе Анжелики Крыловой.
В марте 2024 года Пасечник и Чиризано дебютировали на турнире шоу-программ «Русский вызов» с номером под песни группы «Браво» в образах стиляг и получили личный приз от артиста балета Ким Кимина.

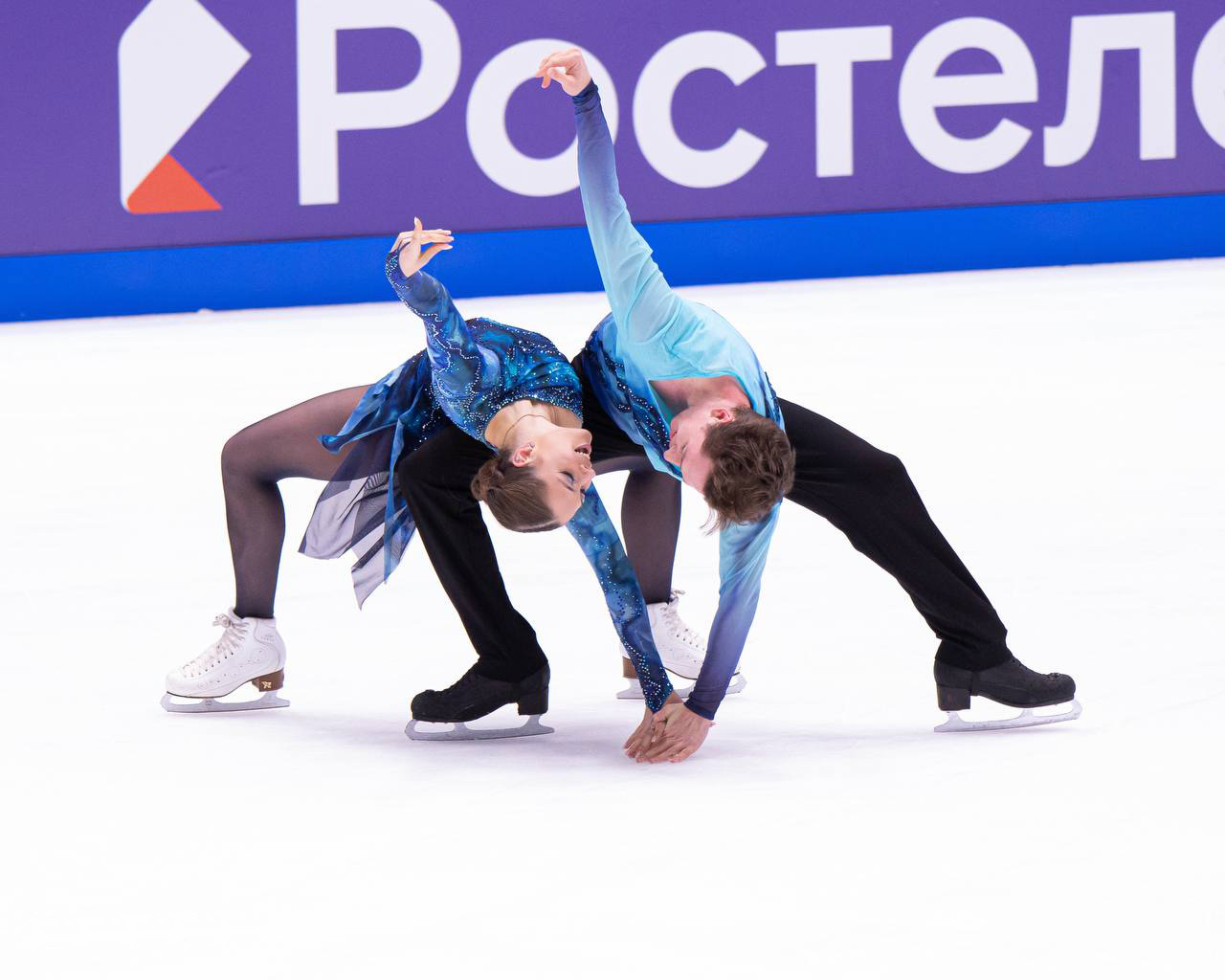
С Елизаветой Пасечник на Контрольных прокатах в 2024 году

### Сезон 2024—2025
В сентябре 2024 года Пасечник и Чиризано выступили на контрольных прокатах сборной России, а в начале октября одержали первую совместную победу на чемпионате Москвы. Выступали на этапе Гран-При России в Магнитогорске, а также в Москве, где стали бронзовыми призёрами.
На чемпионате России 2025 после ритм-танца занимали промежуточное 4 место, имея 81,53 балла. По итогу обоих дней соревнований дуэт стал пятым, набрав общую сумму 200,81 балла.

В феврале 2025 года завоевали серебряные медали финала Гран-при (Кубка) России:
Конечно, мы ожидали от себя такие результаты. Первый совместный сезон? Мы сразу планировали, что будем хорошо выступать. Эти ожидания основаны на таланте и трудолюбии. Дарио Чиризано

В марте 2025 года фигуристы поучаствовали в турнире шоу-программ «Русский вызов». Номер был поставлен под песни итальянской группы «Ricchi e Poveri» Анжеликой Крыловой, Максимом Стависким и Артёмом Федорченко. Из интервью Пасечник и Чиризано об идее номера и поддержке зрителей:
Хорошее настроение у многих ассоциируется с морем, солнцем, Италией. И Анжелика Алексеева (Крылова) предложила поставить такой номер, поскольку это была тема турнира. Мы выбрали самые известные композиции «Ricchi e Poveri», придумали историю с кафе «Дарио», девушкой, которая приезжает на море, где встречается с итальянцем — владельцем кафе. Елизавета Пасечник
То, что нам удалось увлечь публику, которая аплодировала нам с первых же аккордов музыки, было очень приятно. Значит, мы попали в тему и подарили всем хорошее настроение. Мы и хотим, чтобы наша пара ассоциировалась с хорошим настроением. Дарио Чиризано
Дуэт Пасечник/Чиризано выступил на кубке Первого канала в составе команды Александры Трусовой. По результатам сезона 2024—2025 дуэт попал в основной состав сборной России по фигурному катанию.

## Программы
С Елизаветой Пасечник
| Сезон     | Ритм-танец                                                     | Произвольный танец                                | Показательные номера                                             |
| --------- | -------------------------------------------------------------- | ------------------------------------------------- | ---------------------------------------------------------------- |
| 2024-2025 | - I Feel Good Джеймс Браун - Play That Funky Music Wild Cherry | Cirque du Soleil: - Kalandero - Querer - Cerceaux | Браво: - Король «Оранжевое лето» - Вася Ricchi e Poveri: попурри |

## Спортивные результаты
С Елизаветой Пасечник
| Соревнование                | 24/25        |
| Национальные                | Национальные |
| --------------------------- | ------------ |
| Чемпионат России            | 5            |
| Финал Кубка России          | 2            |
| Этапы Кубка России. I этап  | 4            |
| Этапы Кубка России. IV этап | 3            |

С Ириной Хаврониной
| Соревнование                      | 18/19        | 19/20        | 20/21        | 21/22        | 22/23        |
| Национальные                      | Национальные | Национальные | Национальные | Национальные | Национальные |
| --------------------------------- | ------------ | ------------ | ------------ | ------------ | ------------ |
| Чемпионат России                  |              |              |              |              | WD           |
| Первенство юниоров                | 11           |              | 3            | 1            |              |
| Этапы Кубка России. II этап       |              |              |              |              | 2            |
| Этапы Кубка России. IV этап       |              |              |              |              | 3            |
| Международные среди юниоров       |              |              |              |              |              |
| Юношеские Олимпийские игры        |              | 1            |              |              |              |
| Финал юниорского Гран-при         |              |              |              | C            |              |
| Этапы юниорского Гран-при. Россия |              |              |              | 1            |              |
| Этапы юниорского Гран-при. Польша |              |              |              | 1            |              |